# Comisión Interuniversitaria de Galicia
La Comisión interuniversitaria de Galicia, más conocida como CiUG (pronunciándose en gallego "Ciuga") es el órgano de gobierno de las Universidades de la Comunidad Autónoma de Galicia. Fue creada en 1991 tras la fundación de la Universidad de La Coruña (UDC) y la Universidad de Vigo (UVigo) para coordinar la realización de las pruebas de acceso a la universidad, así como para facilitar información y orientación a los nuevos matriculados. Antes de 1991 esta función la tenía la Universidad de Santiago de Compostela (USC).
En la página web de la misma podemos encontrar los exámenes de los años anteriores, información de los grupos de trabajo, orientaciones sobre las materias a examinar... Además de ser un portal de preincripción a las Universidades de Galicia. 

Actualmente la sede central de la CiUG se encuentra en:
Edificio Fontán, 1º andar. 
Cidade da Cultura de Galicia. Monte Gaiás s/n. 
15707 Santiago de Compostela.

Teléfono de contacto: 881 97.10.06